# Topeliopsis tasmanica
Topeliopsis tasmanica är en lavart som först beskrevs av Kantvilas & Vezda, och fick sitt nu gällande namn av Mangold. Topeliopsis tasmanica ingår i släktet Topeliopsis och familjen Graphidaceae.   Inga underarter finns listade i Catalogue of Life.